# Kaija Parve
Kaija Parve (Tallinn, 14 giugno 1964) è una dirigente sportiva ed ex biatleta estone, la più titolata atleta estone nella storia della disciplina. Durante la sua carriera agonistica, sviluppatasi prima che l'Estonia riottenesse l'indipendenza (1991), gareggiò per la nazionale sovietica.
È moglie dell'ostacolista Marek Helinurm e madre della biatleta Ulla-Maarit, a loro volta atleti di alto livello.

## Biografia

### Carriera sciistica
In carriera prese parte a cinque edizioni dei Campionati mondiali, vincendo nove medaglie.

### Carriera dirigenziale
Dall'autunno del 2011 è membro del consiglio della Federazione di biathlon dell'Estonia, per la quale si occupa principalmente del settore giovanile.

## Palmarès

### Mondiali
- 9 medaglie:
  - 7 ori (staffetta a Chamonix 1984; individuale[3], staffetta a Egg am Etzl/Ruhpolding 1985; sprint[3], staffetta a Falun/Oslo 1986; staffetta a Lahti/Lake Placid 1987; staffetta a Chamonix 1988)
  - 2 argenti (sprint[3] a Egg am Etzl/Ruhpolding 1985; individuale[3] a Lahti/Lake Placid 1987)

### Coppa del Mondo
- Miglior piazzamento in classifica generale: 3ª nel 1985